# Karin Delden
Karin Signe Maria Delden (även kallad Caj), född 4 december 1911 i Ljung, Östergötlands län, död 13 augusti 1998 i Huskvarna, Jönköpings län, var en svensk gymnastikdirektör. Hon var sedan 24 juni 1940 gigt med läroverksadjunkten Per Delden.
Delden var i många år en ledande personlighet inom svensk elitgymnastik, bland annat som överledare för de kvinnliga svenska gymnasterna vid flera VM och olympiska spel. Hon var aktiv inom Huskvarna GF som ledare för bland andra Vanja Blomberg Webjörn och styrelseledamot i Svenska Gymnastikförbundet.
År 1986 tilldelades hon Gymnastikförbundets högre utmärkelse Förgylld silverplakett, avsedd att hedra den som gjort "mycket stor insats inom gymnastikförbundet, främst på nationell och/eller internationell nivå".

## Eftermäle
Caj Delden har hedrats med en egen plats i Huskvarna. Torget intill Huskvarna vårdcentrum och Huskvarna teater har fått namnet Caj Deldens plats.